# Secretaria d'Estat de Seguretat
La Secretaria d'Estat de Seguretat d'Espanya és la secretaria d'estat de l'actual Ministeri de l'Interior d'Espanya. Creada el 1996, va assumir funcions de la Secretaria d'Estat d'Interior.

## Funcions
Correspon al Secretari d'Estat de Seguretat la direcció, coordinació i supervisió dels òrgans directius dependents de la Secretaria d'Estat, sota la immediata autoritat del Ministre de l'Interior, per a l'exercici de les següents funcions:
1. La promoció de les condicions per a l'exercici dels drets fonamentals, en els termes establerts en la Constitució Espanyola i en les lleis que els desenvolupin, especialment en relació amb la llibertat i seguretat personal, la inviolabilitat del domicili i de les comunicacions i la llibertat de residència i circulació.
2. L'exercici del comandament de les Forces i Cossos de Seguretat de l'Estat, la coordinació i la supervisió dels serveis i missions que els corresponen.
3. El control de les empreses i del personal de seguretat privada i la seguretat pública dels espectacles i activitats recreatives, en l'àmbit de competències de l'Estat.
4. L'adreça i coordinació de la cooperació policial internacional, especialment amb EUROPOL, INTERPOL, SIRENE i els Sistemes d'Informació de Schengen. Així mateix, la designació dels representants que assisteixin per part del Ministeri de l'Interior al COSI.
5. La representació del Departament en els supòsits en què així l'hi encomani el Ministre.
6. L'adreça, impuls i coordinació de les actuacions del Departament en matèria de crim organitzat, tràfic de drogues, blanqueig de capitals relacionat amb aquest tràfic i delictes connexos.
7. La planificació i coordinació de les polítiques d'infraestructures i material en l'àmbit de la seguretat.
8. L'aprovació dels plans i programes d'infraestructures i material en l'àmbit de la seguretat.
9. L'adreça de les competències del Ministeri de l'Interior en matèria d'Administració Penitenciària.

## Titulars
Els titulars de la secretaria han estat:
| Titular                        | Nomenament             | Fi de mandat           |
| ------------------------------ | ---------------------- | ---------------------- |
| Ricardo Martí Fluxá            | 7 de maig de 1996      | 5 de maig de 2000      |
| Pedro Morenés Eulate           | 5 de maig de 2000      | 19 de juliol de 2002   |
| Ignacio Astarloa               | 19 de juliol de 2002   | 19 d'abril de 2004     |
| Antonio Camacho Vizcaíno       | 19 d'abril de 2004     | 12 de juliol de 2011   |
| Justo Tomás Zambrana Pineda    | 12 de juliol de 2011   | 30 de desembre de 2011 |
| Ignacio Ulloa Rubio            | 30 de desembre de 2011 | 11 de gener de 2013    |
| Francisco Martínez Vázquez     | 11 de gener de 2013    | 18 de novembre de 2016 |
| José Antonio Nieto Ballesteros | 18 de novembre de 2016 | 14 de juny de 2018     |
| Ana Botella Gómez              | 14 de juny de 2018     | en el càrrec           |

## Estructura
Depenen de la Secretaria d'Estat els següents òrgans directius:
1. La Direcció general de la Policia, que el seu titular té rang de sotssecretari.
2. La Direcció general de la Guàrdia Civil, que el seu titular té rang de sotssecretari.
3. La Secretaria General d'Institucions Penitenciàries.
4. La Direcció general de Relacions Internacionals i Estrangeria.

Depenen del Secretari d'Estat els següents òrgans de coordinació:
1. El Gabinet de Coordinació i Estudis, amb nivell orgànic de sotsdirecció general, que és l'òrgan de suport i assessorament a través del qual el Secretari d'Estat de Seguretat exerceix la seva funció de coordinació i supervisió de l'actuació de les Forces i Cossos de Seguretat de l'Estat.
2. La Inspecció de Personal i Serveis de Seguretat, amb nivell orgànic de sotsdirecció general, encarregada de la inspecció, comprovació i avaluació del desenvolupament dels serveis, centres i unitats, centrals i perifèrics, de les Direccions generals de la Policia i de la Guàrdia Civil, així com de les actuacions realitzades pels membres dels respectius Cossos en el compliment de les seves funcions.
3. El Centre d'Intel·ligència contra el Crim Organitzat (CICO), amb nivell orgànic de sotsdirecció general, al que correspon l'elaboració de la intel·ligència estratègica en la lluita contra tota mena de delinqüència organitzada, així com, si escau, l'establiment de criteris de coordinació operativa dels serveis actuants en els supòsits de coincidència o concurrència en les recerques.
4. El Centre Nacional de Coordinació Antiterrorista, en els termes recollits en la seva normativa reguladora.[6]

Està adscrita al Ministeri de l'Interior, a través de la Secretaria d'Estat de Seguretat, la Comissió Executiva de Coordinació, com a òrgan estratègic de coordinació executiva d'aquesta Secretària d'Estat.
Així mateix, depenen del Secretari d'Estat de Seguretat les Sotsdireccions Generals que s'assenyalen a continuació:
1. La Sotsdirecció General de Planificació i Gestió d'Infraestructures i Mitjans per a la Seguretat.
2. La Sotsdirecció General de Sistemes d'Informació i Comunicacions per a la Seguretat.

De conformitat amb el seu Estatut, l'Organisme Autònom Gerència d'Infraestructures i Equipament de la Seguretat de l'Estat està adscrit a la Secretaria d'Estat de Seguretat.
Com a òrgan d'assistència immediata al Secretari d'Estat existeix un Gabinet, amb nivell orgànic de sotsdirecció general. Així mateix, coordina, seguint instruccions del Secretari d'Estat de Seguretat, les Sotsdireccions Generals de Planificació i Gestió d'Infraestructures i Mitjans per a la Seguretat, i de Sistemes d'Informació i Comunicacions per a la Seguretat.